# Mitridate I di Cio
Mitridate I di Cio (in greco: Mιθριδάτης; fl. prima metà IV secolo a.C.), figlio di Ariobarzane, è stato principe di Cio.
Viene menzionato da Senofonte come colui che tradì suo padre, evento sottinteso anche da Aristotele.
E possibile che egli sia lo stesso Mitridate che accompagnò il giovane Ciro, ma non risultano prove al riguardo; inoltre, può essere lo stesso Mitridate, menzionato da Senofonte, satrapo di Cappadocia e Licaonia. Sembra che fosse morto prima del 363 a.C., quando Ariobarzane II si fece padrone della città di Cio, nella Misia.